# Kryterium Walda
Kryterium Walda (maksyminowe) to kryterium podejmowania decyzji autorstwa Abrahama Walda, według którego należy wybrać decyzję, której odpowiada najwyższa spośród najgorszych wypłat dla każdej decyzji. Wyraża zachowawczą strategię postępowania w sytuacji ryzyka, gwarantując najmniejszą stratę (minimalizacja maksymalnej straty), a zarazem maksymalizując zysk.
Przykład: Mamy tablicę wypłat z trzema możliwymi decyzjami i czterema możliwymi stanami natury (szczegóły przykładu patrz tablica wypłat):
| Decyzje | s1   | s2  | s3  | s4   |
| d1      | 100  | 100 | 100 | 100  |
| d2      | 0    | 300 | 600 | 600  |
| d3      | −100 | 100 | 100 | 1000 |

Największe straty dla poszczególnych decyzji wynoszą: dla d1 100, dla d2 0 i dla d3 −100.
Najlepszą decyzją według kryterium Walda jest d1.